# Haplomitriopsida
Haplomitriopsida  Stotler & Stotl.-Crand. é uma classe de embriófitos não vasculares pertencente à divisão Marchantiophyta (hepáticas). Na sua presente circunscrição taxonómica, determinada através de estudos de genética molecular, o agrupamento é monofilético e agrupa duas ordens monotípicas, Haplomitriales e Treubiales, com 15 espécies extantes validamente descritas.

## Descrição
A classe Haplomitriopsida foi recentemente reconhecida e resulta da necessidade de acomodar um agrupamento monofilético de espécies de Marchantiophyta individualizado em resultado da análise cladísticas de sequências genómicas determinadas em material genético do núcleo celular, das mitocôndrias e de plastídeos. Esses resultados comprovam a monofilia do agrupamento e colocam essas espécies como um grupo basal que é simultaneamente o grupo irmão de todas as restantes hepáticas. Este grupo permite uma visão única sobre a evolução inicial das hepáticas em particular e das embriófitas em geral.
A principal característica distintiva dos membros da classe Haplomitriopsida é o desenvolvimento indestinto dos anterídios e dos arquegónios a partir de uma única célula, pelo que nos estádios iniciais de ambos gametângios o sexo é indistinguível.
Do ponto de vista morfológico, são hepáticas folhosas, com caulídios e filídios, mas quase sempre sem rizoides, que são em alguns casos substituídos por um caulídio rizomatoso.
As espécies do género Treubia são hepáticas folhosas, com desenvolvimento prostrado, com cauloides (talos) alongados e membranosos. Os filídios bífidos estendem-se como asas membranosas para ambos os lados de uma nervura central, podendo em alguns casos apresentar-se dobrados para cima e apertados uns contra os outros, dando à planta uma aparência eriçada. Em contraste, as plantas do género Haplomitrium desenvolvem-se como uma espécie de rizoma subterrâneo com talos folhosos erectos, com filídios finos, arredondados, arranjados em camadas em torno dos cauloides erectos, o que dá àquelas plantas o aspecto de musgos macios. A espécie Haplomitrium ovalifolium, da Austrália, apresenta com frequência filídios bífidos que são assimétricos, algo semelhantes aos do género Treubia.
O género Haplomitrium apresenta um conjunto de características únicas que o distinguem das restantes hepáticas, entre as quais a ausência de rizoides. Os talos vegetativos apresentam um feixe central de filamentos condutores de água com grandes perfurações derivadas de plasmodesmos. Este feixe central é rodeado por uma camada cilíndrica de células que conduzem os fluidos ricos em nutrientes através da planta. Essas estruturas são evocativas do xilema e floema encontrados nas plantas vasculares. Apesar de algumas espécies de hepáticas talosas da família Pallaviciniaceae também apresentarem um feixe condutor central, Haplomitrium difere por ter uma camada condutora de nutrientes e por não apresentar deposição de calose (um polímero de glicose).
O género Treubia também apresenta características que o diferenciam dos restantes briófitos, entre as quais a diferenciação do tecido do feixe central do caulídio em cinco camadas identificáveis. Ao contrário do que ocorrem nas restantes hepáticas folhosas, os corpos oleosos nas suas células estão restritos a alguns agrupamentos celulares, característica comum aos membros da classe Marchantiopsida. Estes corpos oleosos aparecem como manchas escuras quando os filídios são vistos em contra-luz.

## Diversidade
Os representantes extantes da classe Haplomitriopsida  exibem uma distribuição natural essencialmente gondwaniana, com centro de diversidade na Australásia. Uma distribuição com essas características implica que os modernos géneros radiaram antes do inicio do Cretáceo, quando o super-continente Gondwana se fragmentou. Uma proposta de explicação para a presença de algumas espécies no Hemisfério Norte coloca como hipótese que essas espécies tenhas sido transportadas (ou "rafted" no sentido biogeográfico) pela deriva do subcontinente indiano até à Ásia, e posteriormente se tenham expandido através do Estreito de Bering até à América do Norte.
A maioria das espécies integradas na classe Haplomitriopsida apenas se encontram a sul da linha do equador, apesar de existirem algumas com distribuição natural no Hemisfério Norte. O género Treubia está restrito ao Hemisfério Sul, enquanto Apotreubia tem uma espécie na Nova Guiné e outra com uma distribuição disjunta entre o leste da Ásia e a British Columbia.  O género Haplomitrium exibe uma distribuição mais alargada, com espécies tanto na América do Norte como na América do Sul, norte e centro da Europa, nos Himalaias, Japão e Australásia.

## Sistemática
A classe apresenta duas ordens monotípicas (Haplomitriales e Treubiales), com as duas famílias a agrupar três géneros e aproximadamente 15-20 espécies. Um quarto género, Gessela, é conhecido apenas a partir de fósseis do Pérmico. A maioria das espécies tem distribuição natural restrita ao Hemisfério Sul.
Na sua presente circunscrição taxonómica, a classe Haplomitriopsida (duas ordens, cada uma com uma família, 15 espécies em 3 géneros) tem a seguinte configuração:
- Ordem Haplomitriales Buch ex Schljakov 1972 [Calobryales Campbell ex Hamlin 1972]
  - Família Haplomitriaceae Dědeček 1884
    - †Gessella Poulsen 1974
    - Haplomitrium Nees 1833 nom. cons. (8 espécies)
- Ordem Treubiales Schljakov 1972
  - Família Treubiaceae Verdoorn 1932
    - Apotreubia Hattori & Mizutani 1966 (2 espécies)
    - Treubia Goebel 1890 nom. cons. non Pierre 1890 (6 espécies)

Uma espécie adicional apenas conhecida do registo fóssil, Treubiites kidstonii, que previamente fora considerada próxima do géneros extante Treubia, após o reexame do material conhecido foi considerada como mais próxima de Blasia. Em consequência, o género fóssil Treubiites encontra-se agora incluído na ordem Blasiales e por isso excluído da classe Haplomitriopsida.